# Red Dixon
Red Dixon fue un cuaderno de aventuras, obra del guionista Joaquín Berenguer Artés y del dibujante Juan Martínez Osete, publicado por Editorial Marco entre 1954 y 1957. Fue una de las colecciones de ciencia ficción más populares de su época, gozando de tres series sucesivas.

## Características
Al igual que Al Dany, Red Dixon es una imitación del Flash Gordon de Alex Raymond, pero de todavía menor calidad, al presentar un guion y un dibujo muy simples.